# Roberto Aldunate León
Roberto Aldunate León (Santiago, 14 de marzo de 1898 - Ibíd, 24 de marzo de 1980) fue un político chileno, que se desempeñó como ministro de Estado de su país, durante el segundo gobierno del presidente Carlos Ibáñez del Campo entre 1954 y 1955.

## Familia y estudios
Nació en Santiago de Chile el 14 de marzo de 1898, hijo de Federico Lizardo Aldunate Lizardi y Corina León Stuardo. Realizó estudios superiores en la carrera de derecho en la Universidad de Chile.
Se casó con Mimi Brieba Yánquez, con quien tuvo tres hijos.

## Carrera pública
Se dedicó a las actividades comerciales y periodísticas. En 1918, ingresó a trabajar en el diario El Mercurio, desempeñándose como jefe de Agencias y Suscripciones, y luego como redactor de teatro y arte, puesto que ocupó durante díez años.
En 1937 presidió la 2.ª Convención Nacional de Periodistas, la Alianza de Intelectuales y el Instituto de Periodistas. A partir de 1941, ejerció como director del periódico Crítica, órgano oficial del Partido Socialista (PS). Asimismo, fue director de La Aurora de Chile y de la revista Ecran.
Bajo la segunda administración del presidente Carlos Ibáñez del Campo en 1952, fue designado como consejero del Instituto de Crédito Industrial, de la Corporación de Fomento de la Producción (Corfo) y como presidente de la Caja de Empleados Públicos y Periodistas. El 3 de marzo de 1954, fue nombrado como titular del Ministerio de Minería. Se mantuvo en el cargo hasta el 5 de junio de ese año, fecha en que asumió la cartera de Relaciones Exteriores hasta el 6 de enero de 1955.
En 1956, fue uno de los fundadores del partido político Movimiento Republicano, del cual ejerció como su vicepresidente. En el mismo año, fue nombrado por Ibáñez del Campo como embajador de Chile ante la Organización de las Naciones Unidas (ONU), en reemplazo del exparlamentario Rudecindo Ortega Mason, cargo en el que sirvió hasta 1960, con el empresario Jorge Alessandri en la presidencia de la República.
Fue miembro de la masonería.  Falleció en Santiago el 24 de marzo de 1980, a los 82 años. Su cuerpo fue velado en el Club de la República, sede de la masonería de Chile y después trasladado al Cementerio General de Santiago, donde fue sepultado.